# Bruder Wernher
Bruder Wernher war ein etwa 1225–1250 vornehmlich in Österreich und im Interesse der österreichischen Landesherren wirkender, von Walther von der Vogelweide beeinflusster Spruchdichter (Vertreter der Sangspruchdichtung) und hielt wie dieser Verbindungen zum Wiener Hof.

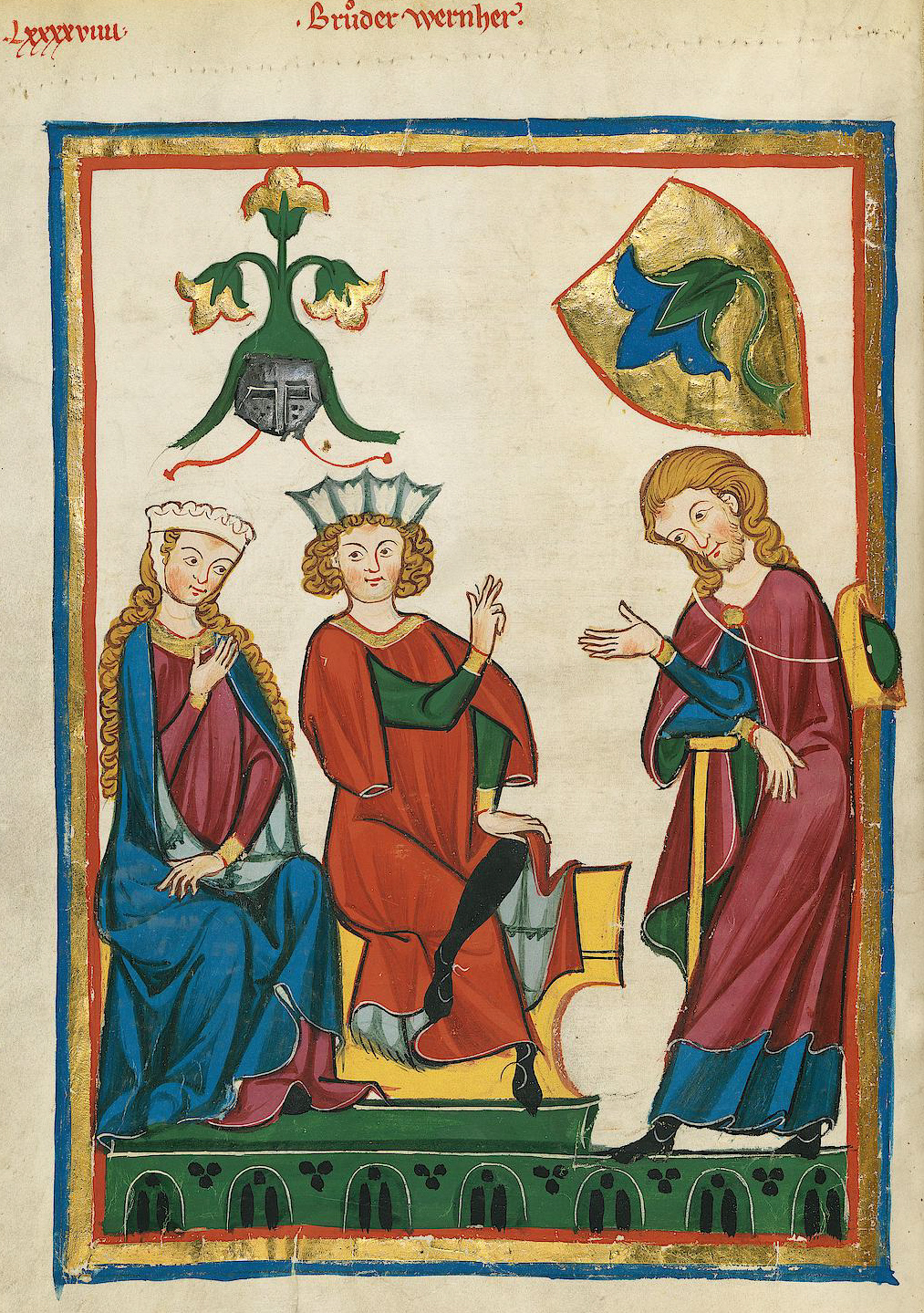
Bruder Wernher (Codex Manesse, 14. Jh.)

## Leben
Seine Herkunft und sein Stand sind unbekannt. Bekannt ist, dass er als fahrender Sänger in den bayrisch-österreichischen Landen (Steiermark und Kärnten) zwischen 1225 und 1250 umherzog. Offenbar nicht sehr vermögend, suchte er Gönner, die er in seinen Liedern ansprach und auf deren Großzügigkeit („milte“) er hoffte.
Bruder Wernher hat einen offensichtlich durch Walther von der Vogelweide beeinflussten Stil, er war entweder ein genauer Student der Werke oder ein Schüler Walthers.
Der Titel „Bruder“ ist irreführend – Wernher war wahrscheinlich kein Ordensangehöriger, sondern Laie. Möglich ist auch ein Eintritt in ein Kloster nach Aufgabe des Lebens als fahrender Sänger. Eine Kreuzzugsteilnahme am Fünften Kreuzzug ist umstritten.

## Werke

### Überblick
Überliefert sind 76 Strophen und ein religiöses Kreuzlied in acht Tönen. Es ist ungeklärt, ob unter dem Namen „Bruder Wernher“ mehrere Zeitgenossen publiziert haben, jedenfalls sind die Strophen stilistisch sehr ähnlich, was eher auf einen einzigen Urheber schließen lässt.
Wernher war kein Minnesänger, sondern ein Spruchdichter, das heißt, eine politische Ausrichtung war in vielen Gedichten zu erkennen. Dennoch ist sein Repertoire weit gefächert: Es gibt neben politischen Liedern auch Lob- und Scheltlieder, religiöse und künstlerische Sprüche.
Anders als Walther von der Vogelweide ist bei Wernhers politischen Sprüchen keine einheitliche Linie durchgehalten. Er befasst sich mit dem Verhältnis Kirche-Staat, Volk und Adel, unterstützte den Adelsaufstand gegen Friedrich II., kritisierte Papst Gregor für seine Untätigkeit oder rief zur Teilnahme am Kreuzzug auf. Ob er selbst an einem Kreuzzug teilgenommen hat, ist umstritten, wenn überhaupt, dann nahm er aber am 5. Kreuzzug teil.
Weiter befasste sich Bruder Wernher mit den adligen Tugenden unter Einbeziehung der christlichen Ethik. Die „Bittlieder“, durch die Wernher seine adligen Zuhörer durch die Blume um Geld bat, geben einen guten Einblick in das harte Leben der Fahrenden Sänger.

### Politische Meinungen
Verhältnis Kirche-Staat
Wernher trat dafür ein, dass Papst und Kaiser einvernehmlich und gemeinsam die Geschicke des Abendlandes lenken sollten. Anders als bei Walther von der Vogelweide kommt dem Kaiser keine vorgeordnete Rolle dabei zu. Walther argumentiert dabei hauptsächlich mit moralischen Argumenten, wie „gottgewollt“ oder „Lehnspflicht“.
Kritik an der Kirche
Wernhers Kritik richtet sich nicht gegen die Institution, sondern gegen korrupte Priester. Er beklagt, dass nicht alle Priester auf Grundlage der christlichen Ethik handeln. Ziel ist Harmonie und Frieden.
Kritik am Papst
Seine Kritik am Papst ist inhaltlich scharf: er solle aufwachen und seine Pflichten erfüllen („Gregôrje, bâbest, geistlich vater, wache und brich abe dînem slaf“).
Kreuzzüge
Wernher erinnert, dass ein Kreuzzug nicht nur religiöse, sondern auch strategisch wirtschaftliche Aspekte beinhaltet.
Lob- und Scheltesprüche
Durch negative Beispiele will Wernher die Vorteile der Befolgung der christlichen Tugenden aufzeigen. Belohnung ist das heil durch den Glauben.

### Werkliste
- „Ez wolte ein affe über einen sê“
- „Gregôrje, bâbest, geistlich vater, wache und brich abe dînem slaf“
- „Ich wil dem kriuze singen“
- „Sûsâ, wie waetlich der ûz Osterîche vert“
- „Swenne ich von Akers kume gewant“